# جيروم تشوكيت
جيروم تشوكيت هو محامي وسياسي كندي، ولد في 25 يناير 1928 في مونتريال في كندا، وتوفي بنفس المكان في 1 سبتمبر 2017. نشط حزبياً في حزب كيبيك الليبرالي. وقد انتخب عمدة وانتخب عضو الجمعية الوطنية في كيبك ‏.